# 小三峡大桥
33°52′46.42″N 111°32′21.47″E / 33.8795611°N 111.5392972°E
小三峡大桥位于河南省南阳市淅川县八仙洞风景区的马蹬镇余沟村和盛湾镇瓦房村之间，横跨南水北调丹江口水库上游的小三峡，连接淅川县丹江口库区两岸集镇，是沟通库区两岸的控制性工程。该大桥于2009年6月3日开工，2012年7月26日合拢，投资4387.83万元。

## 概况
小三峡大桥桥梁全长332米，主跨150米，堪称河南第一跨，行车道净宽9米，两侧各设1米的人行道，桥面总宽11米，按三级公路、双向两车道设计。该桥由淅川县南水北调中线工程建设管理局建设，长江设计公司设计，黄河建工集团有限公司承建。在箱梁施工中，受地形、江水等条件限制，项目部采用挂篮施工工艺。

## 参看
- 三峡大桥